# Батерст-Инлет
Батерст-Инлет (англ. Bathurst Inlet; фр. Bathurst Inlet; инуктитут ᕿᙵᐅᓐ; инуин. Qingaun или Qingaut) — деревня в регионе Китикмеот территории Нунавут. По состоянию на 2011 год, деревня заброшена (в 2001 году постоянное население Батерст-Инлета составляло пять человек.
Инуитское название Kingaun (старый стиль) или Qingaut (новый стиль), означает в дословном переводе нос горы; такое название было дано из-за небольшого холма, расположенного вблизи города. Жителей этого населённого пункта называли Kingaunmiut (miut — народ).
Жители деревни пользовались языком инуиннактун, используя латинский алфавит, а не традиционный. 

## История
Первые европейцы посетили этот район в 1821 году, во время первой экспедиции Джона Франклина. Деревня была отрезана от внешнего мира вплоть до 1936 года, когда Католическая церковь и Компания Гудзонова залива посетили этот район. Хотя Компания Гудзонова залива и отказалась от этого района в 1964 году инуиты остались в Батерст-Инлете и продолжили вести традиционный образ жизни.
В течение 1960-х годов район посетил Глен Уорнер —сержант Королевской канадской конной полиции. Уорнер, вместе с женой Триш, приобрели здесь дом и бывший пост Компании Гудзонова Залива, назвав его «Батерст-Инлет Лодж». Он действует до сих пор, и совместно используется как Уорнерсами, так и инуитами. Открыт Батерст-Инлет Лодж в течение короткого Арктического лета.
Лодж является популярным местом для туристов, которые хотят увидеть традиционный образ жизни местных жителей и диких животных, которые водятся в этих местах (лисы, тюлени, карибу, арктические гольцы и овцебыки). Также в этом районе находится водопад Уилберфорс — самый высокий водопад, расположенный за полярным кругом.
До поселения можно добраться только на самолёте. Большинство туристов приезжают из Йеллоунайфа, Северо-западных территорий, однако возможна аренда самолёта в Кембридж-Бей. Поселение имеет местный телефонный сервис; связь с внешним миром поддерживается по спутниковому телефону.